# Gaetano Sanseverino
Gaetano Sanseverino, född 7 augusti 1811 i Neapel, död 16 november 1865 i Neapel, var en italiensk teolog och filosof, ansedd som en av de viktigaste föregångarna till nythomismen.
Efter att ha studerat till präst satte sig Sanseverino in i filosofin, i synnerhet skolastiken och Tomas av Aquino. Hans främsta ambition blev sedermera att återuppväcka skolastiken. Han undervisade vid seminariet och universitetet i Neapel, och 1840 startade han tidskriften La Scienza e la Fede ("Vetenskapen och tron"). Sanseverino dog i kolera vid 54 års ålder.
Hans filosofiska huvudverk, Philosophia christiana cum antiqua et nova comparata, utkom i fem volymer mellan 1862 och 1865 (en sjätte volym förblev ofullbordad), och handlar om logikens utveckling inom kristen filosofi.